# Charles Berlitz
Charles Frambach Berlitz (n. Nova York, 20 de novembre de 1914; † Tamarac, Florida, 18 de desembre de 2003) va ser un lingüista i professor d'idiomes, conegut pels seus llibres sobre fenòmens estranys, així com pels seus cursos per a l'aprenentatge d'idiomes. The People's Almanac el va considerar en el seu dia com un dels quinze lingüistes més grans del món.

## Biografia
Va ser net de Maximilien Berlitz, fundador de les Escoles d'Idiomes Berlitz. Durant la seva infantesa, Charles va ser criat en una llar on (per ordre del seu pare) tots els familiars i membres del servei domèstic parlaven amb ell en un idioma distint: quan va arribar a l'adolescència parlava vuit idiomes amb fluïdesa. A l'edat adulta va recordar haver tingut la il·lusió infantil que cada ésser humà parlava una llengua distinta i preguntar-se per què cadascun d'ells no tenia una llengua pròpia a casa seva. El seu pare li parlava en alemany, el seu avi en rus i la seva mainadera en castellà. Va arribar a dominar aproximadament trenta-dos idiomes.
Es va graduar cum laude a la Universitat Yale i va passar tretze anys treballant per a l'exèrcit dels Estats Units, principalment en la branca de l'espionatge. Després va treballar a l'empresa de la família, i fer-se autor de llibres de frases per a turistes. També va participar en la redacció de cursos d'idiomes enregistrats en cintes i vídeos. A finals dels anys seixanta va vendre la seva empresa a la casa Crowell, Collier & Macmillan.
Va escriure llibres sobre fenòmens estranys, faceta que li va reportar més popularitat. En la seva obra The Mystery of Atlantis [El misteri de l'Atlàntida] on hauria aportat proves basades en geofísica, estudis psíquics, literatura, arqueologia clàssica i tradicions tribals, arriba a la conclusió que l'Atlàntida va ser real. El seu llibre més famós va ser The Bermuda Triangle [El Triangle de les Bermudes], del qual es van vendre uns vint milions d'exemplars. Berlitz va ser també defensor de la teoria dels antics astronautes, que sosté que éssers de procedència extraterrestre han visitat la Terra des de fa milers d'anys i que aquest contacte està connectat amb l'origen o el desenvolupament de les cultures humanes, de la tecnologia i de les religions.

## Obra

### Fenòmens estranys
- The Mystery of Atlantis (1969)
- Mysteries from Forgotten Worlds (1972)
- The Bermuda Triangle (1974), ISBN 0-285-63326-0
- Without a Trace (1977)
- The Philadelphia Experiment - Project Invisibility (1979)
- The Roswell Incident (1980)
- Doomsday 1999 A.D. (1981) ISBN 0-586-05543-6.
- Atlantis - The Eight Continent (G. P. Putnams Sons, Nova York, 1984)
- Atlantis: the lost continent revealed, Macmillan, Londres, 1984
- The Lost Ship of Noah: In Search of the Ark at Ararat (1987)
- The Dragon's Triangle (1989)
- World of Strange Phenomena (Little Brown & Company, Nova York, 1995)

### Lingüística
- Native Tongues (1982)